# Acangarana
Acangarana is een kevergeslacht uit de familie van de boktorren (Cerambycidae). De wetenschappelijke naam van het geslacht werd voor het eerst geldig gepubliceerd in 2018 door Nascimento en Bravo.

## Soorten
- Acangarana santossilvai Nascimento & Bravo, 2018[1]